# Avenay
Pour l’article homonyme, voir Avenay-Val-d'Or.
Avenay est une commune française située dans le département du Calvados en région Normandie, peuplée de 561 habitants.

## Géographie
| Évrecy | Esquay-Notre-Dame | Vieux          |
| Évrecy | Avenay            | Amayé-sur-Orne |
| Évrecy | Maizet            | Amayé-sur-Orne |

### Hydrographie
La commune est située dans le bassin Seine-Normandie. Elle est drainée par la Guigne,.
La Guigne, d'une longueur de 11 km, prend sa source dans la commune de Vacognes-Neuilly et se jette  dans l'Orne à Laize-Clinchamps, après avoir traversé huit communes.

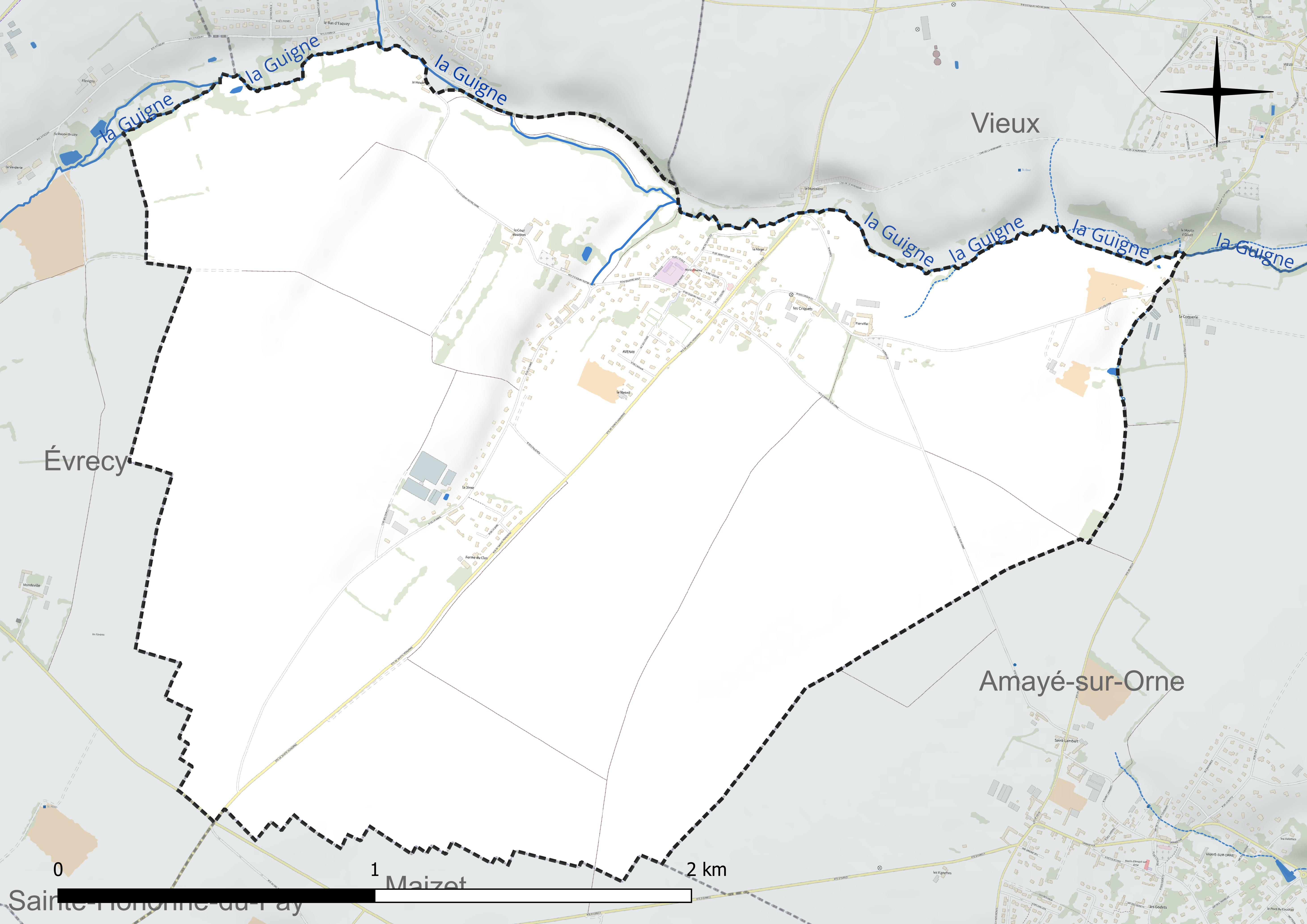
Réseau hydrographique d'Avenay.

### Climat
Pour des articles plus généraux, voir Climat de la Normandie et Climat du Calvados.
En 2010, le climat de la commune est de type climat océanique altéré, selon une étude du CNRS s'appuyant sur une série de données couvrant la période 1971-2000. En 2020, Météo-France publie une typologie des climats de la France métropolitaine dans laquelle la commune est exposée à un climat océanique et est dans la région climatique Normandie (Cotentin, Orne), caractérisée par une pluviométrie relativement élevée (850 mm/a) et un été frais (15,5 °C) et venté. Parallèlement le GIEC normand, un groupe régional d'experts sur le climat, différencie quant à lui, dans une étude de 2020, trois grands types de climats pour la région Normandie, nuancés à une échelle plus fine par les facteurs géographiques locaux. La commune est, selon ce zonage, exposée à un « climat des plateaux abrités », correspondant à la plaine agricole de Caen à Falaise, sous le vent des collines de Normandie et proche de la mer, se caractérisant par une pluviométrie et des contraintes thermiques modérées.
Pour la période 1971-2000, la température annuelle moyenne est de 10,6 °C, avec une amplitude thermique annuelle de 12,3 °C. Le cumul annuel moyen de précipitations est de 744 mm, avec 12,2 jours de précipitations en janvier et 7,7 jours en juillet. Pour la période 1991-2020, la température moyenne annuelle observée sur la station météorologique la plus proche, située sur la commune de Carpiquet à 10 km à vol d'oiseau, est de 11,5 °C et le cumul annuel moyen de précipitations est de 740,3 mm,. Pour l'avenir, les paramètres climatiques de la commune estimés pour 2050 selon différents scénarios d'émission de gaz à effet de serre sont consultables sur un site dédié publié par Météo-France en novembre 2022.

## Urbanisme

### Typologie
Au 1er janvier 2024, Avenay est catégorisée bourg rural, selon la nouvelle grille communale de densité à 7 niveaux définie par l'Insee en 2022. Elle est située hors unité urbaine. Par ailleurs la commune fait partie de l'aire d'attraction de Caen, dont elle est une commune de la couronne,. Cette aire, qui regroupe 296 communes, est catégorisée dans les aires de 200 000 à moins de 700 000 habitants,.

### Occupation des sols
L'occupation des sols de la commune, telle qu'elle ressort de la base de données européenne d'occupation biophysique des sols Corine Land Cover (CLC), est marquée par l'importance des territoires agricoles (90 % en 2018), en diminution par rapport à 1990 (93 %). La répartition détaillée en 2018 est la suivante : terres arables (79,8 %), prairies (10,2 %), zones urbanisées (10 %). L'évolution de l'occupation des sols de la commune et de ses infrastructures peut être observée sur les différentes représentations cartographiques du territoire : la carte de Cassini (XVIIIe siècle), la carte d'état-major (1820-1866) et les cartes ou photos aériennes de l'IGN pour la période actuelle (1950 à aujourd'hui).

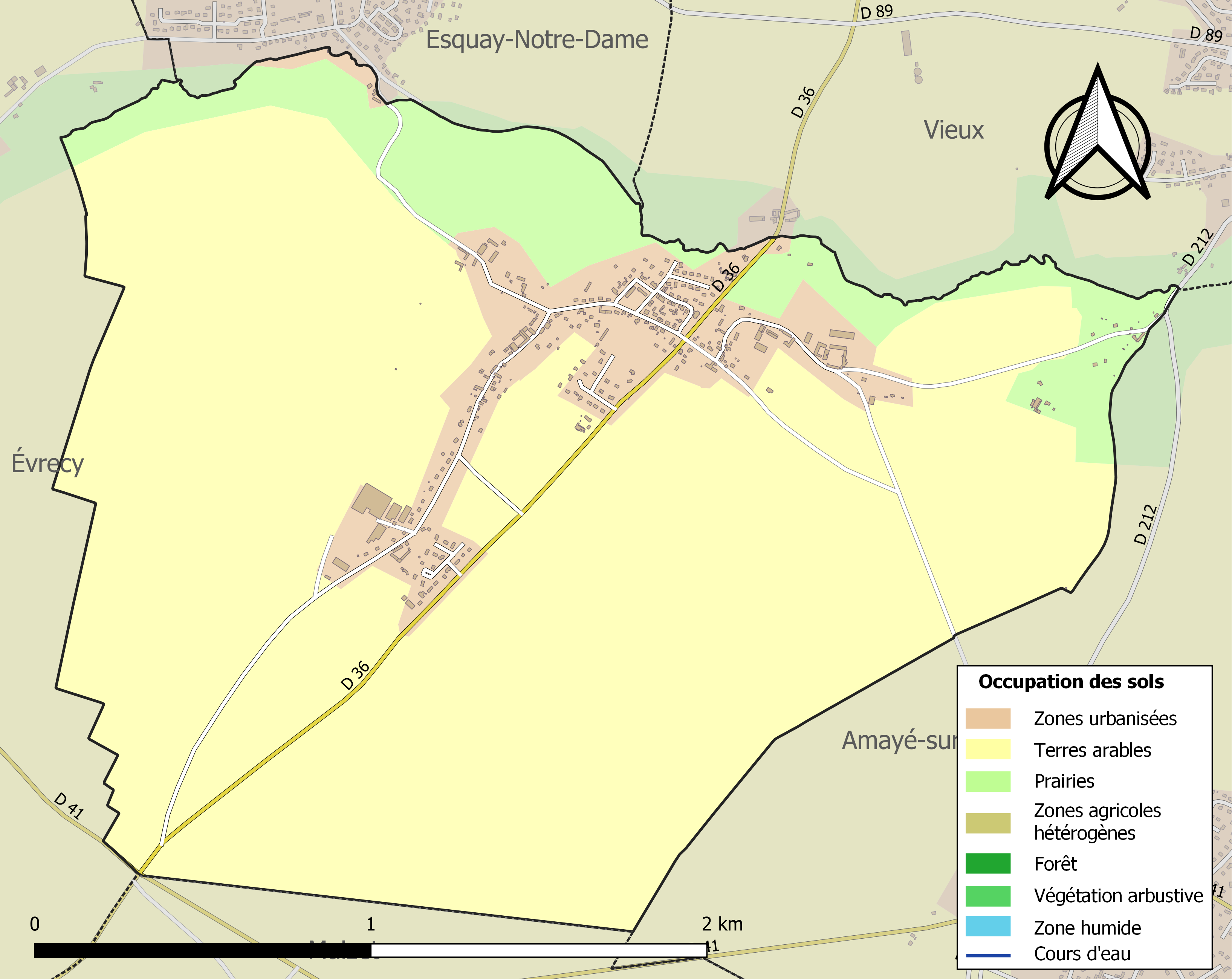
Carte des infrastructures et de l'occupation des sols de la commune en 2018 (CLC).

## Toponymie
Le nom de la localité est attesté sous les formes Avenaio et Avenai en 1195, Avenaium en 1203 (charte d'Aunay), Aveneium en 1250 (ch. de Fontenay, no 9), Aveneyum en 1356 (livre pelut de Bayeux, p. 69).

## Histoire
Les plus anciennes traces du village d'Avenay datent de l'époque gallo-romaine. On y a trouvé, en 1820–1821, quelques vestiges d'habitations, ainsi qu'à proximité de l'église de Fierville. Au Moyen Âge, le village dépend de Vieux et de Bayeux. Il a été occupé par les Normands aux IXe et Xe siècles.
En 1827, Avenay (336 habitants en 1821) absorbe Fierville-en-Bessin (68 habitants), à l'est de son territoire.

## Population et société

### Démographie
L'évolution du nombre d'habitants est connue à travers les recensements de la population effectués dans la commune depuis 1793. Pour les communes de moins de 10 000 habitants, une enquête de recensement portant sur toute la population est réalisée tous les cinq ans, les populations de référence des années intermédiaires étant quant à elles estimées par interpolation ou extrapolation. Pour la commune, le premier recensement exhaustif entrant dans le cadre du nouveau dispositif a été réalisé en 2007.
En 2022, la commune comptait 561 habitants, en évolution de +1,45 % par rapport à 2016 (Calvados : +1,58 %, France hors Mayotte : +2,11 %).
Avenay a compté jusqu'à 435 habitants en 1831 et 1846.
| 1793 | 1800 | 1806 | 1821 | 1831 | 1836 | 1841 | 1846 | 1851 |
| ---- | ---- | ---- | ---- | ---- | ---- | ---- | ---- | ---- |
| 326  | 241  | 330  | 336  | 435  | 430  | 433  | 435  | 395  |

| 1856 | 1861 | 1866 | 1872 | 1876 | 1881 | 1886 | 1891 | 1896 |
| ---- | ---- | ---- | ---- | ---- | ---- | ---- | ---- | ---- |
| 409  | 398  | 370  | 345  | 338  | 314  | 310  | 289  | 267  |

| 1901 | 1906 | 1911 | 1921 | 1926 | 1931 | 1936 | 1946 | 1954 |
| ---- | ---- | ---- | ---- | ---- | ---- | ---- | ---- | ---- |
| 238  | 242  | 257  | 240  | 239  | 230  | 232  | 184  | 210  |

| 1962 | 1968 | 1975 | 1982 | 1990 | 1999 | 2006 | 2007 | 2012 |
| ---- | ---- | ---- | ---- | ---- | ---- | ---- | ---- | ---- |
| 238  | 293  | 302  | 372  | 384  | 406  | 492  | 504  | 524  |

| 2017 | 2022 | - | - | - | - | - | - | - |
| ---- | ---- | - | - | - | - | - | - | - |
| 557  | 561  | - | - | - | - | - | - | - |

### Manifestations culturelles et festivités
Chaque année, lors du 3e week-end de juin, le comité des fêtes d'Avenay organise un concours inter-régional du pain. Une centaine de boulangers sont jugés chaque année. Le concours porte sur différents types de pains : pain brié, pain de campagne, baguette de tradition, croissant, etc.
Le jury, composé de professionnels de la boulangerie et de consommateurs, retient tous les critères de qualité et de présentation. Les résultats du concours sont annoncés le dimanche après-midi lors de la kermesse au village. La kermesse débute par un casse-croûte aux tripes vers 9 h du matin, qui réunit des centaines d'amateurs. La journée se poursuit par une messe et une cession exceptionnelle de la tripière d'or.
Lors de cette journée, des boulangers fabriquent pains et viennoiseries grâce au matériel de boulangerie et aux fours spécialement installés pour la fête. Les visiteurs peuvent acheter le pain fabriqué sous leurs yeux.
La même journée a également lieu la kermesse de l'école. À cette occasion, les élèves de l'école présentent plusieurs danses normandes, en costumes traditionnels.

## Culture locale et patrimoine

### Lieux et monuments
- Église Marie-de-l'Assomption. Orientée au nord, l'église est construite selon un plan longitudinal à un vaisseau. Le chevet est semi-circulaire et une chapelle est accolée au mur sud de la nef. La façade sud, à clocher-mur rudimentaire, est précédée d'un porche, couvert d'une toiture en bâtière. Le porche est encadré par deux baies en arcs brisés. L'église est couverte d'une toiture en bâtière. Les murs gouttereaux sont rythmés par des baies en arcs brisés et sont épaulés de contreforts. De style contemporain, l'église a été reconstruite après la Seconde Guerre mondiale. Elle remplace l'ancienne l'église de Fierville qui fut en partie détruite lors des bombardements de 1944[27].
- Ruine de l'église de Fierville[28], bombardée en 1944.
- Château de Fierville, ancienne maison forte des XIVe – XVe siècles, à l'extrémité orientale du village, près d'une chapelle[29]. Le manoir, ferme-gentilhommière fortifiée, flanqué de tours XVe – XVIe siècles, arbore sur l'arrière une façade Renaissance[30].
- Manoir Pompierre du XVe siècle.
- Le lavoir.

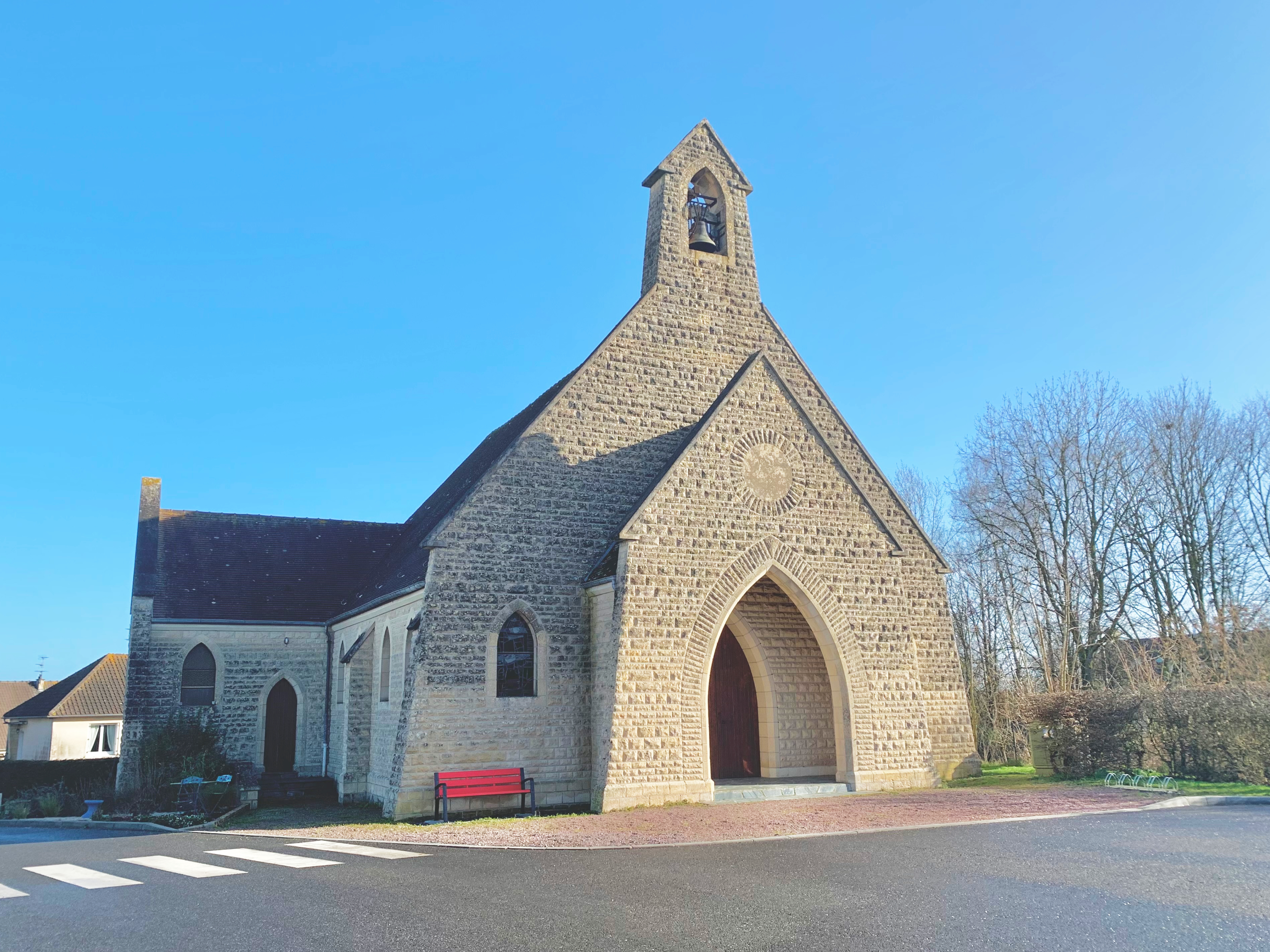
L'église Notre-Dame ou église Marie-de-l'Assomption.
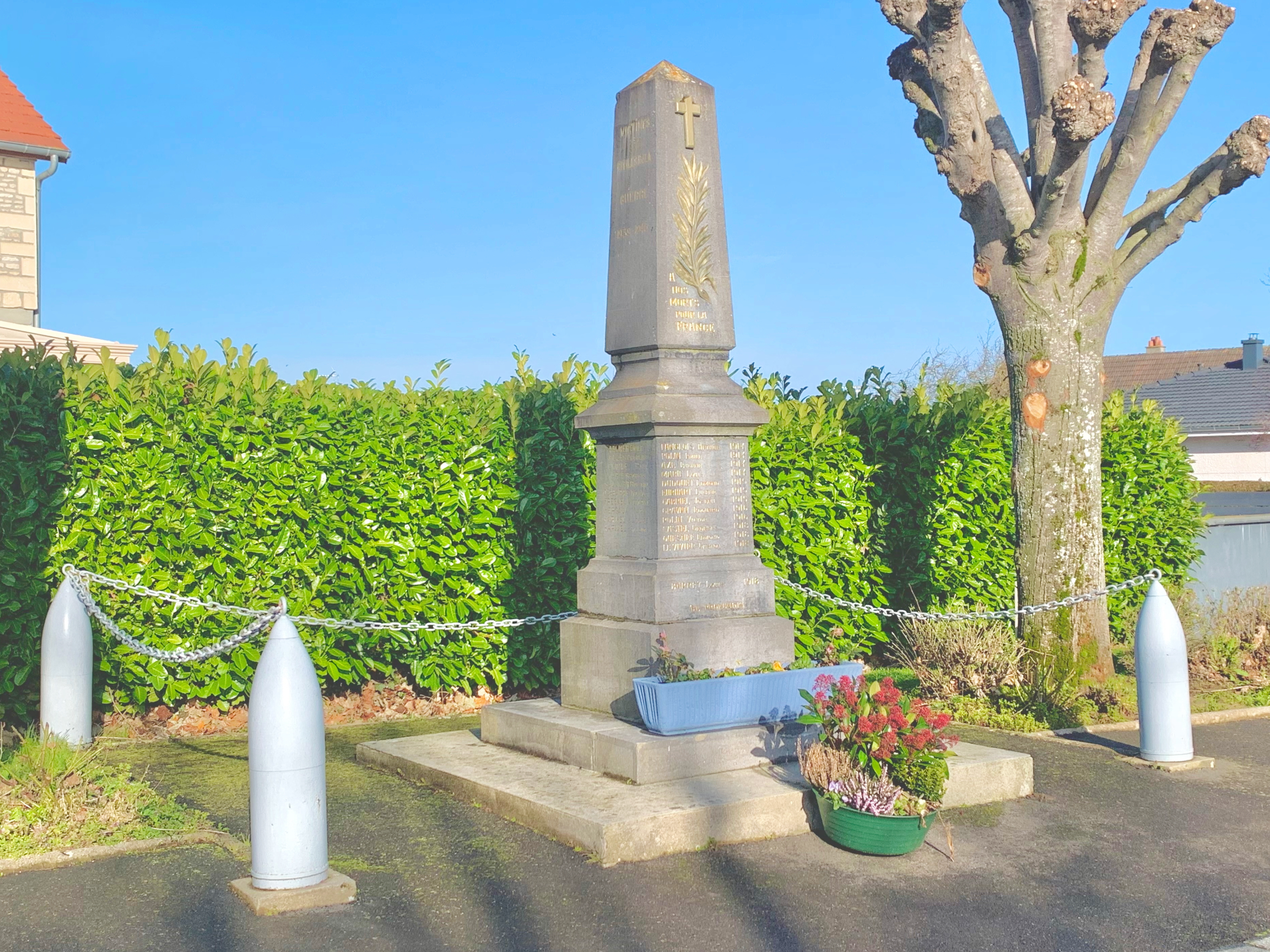
Le monument aux morts d'Avenay.
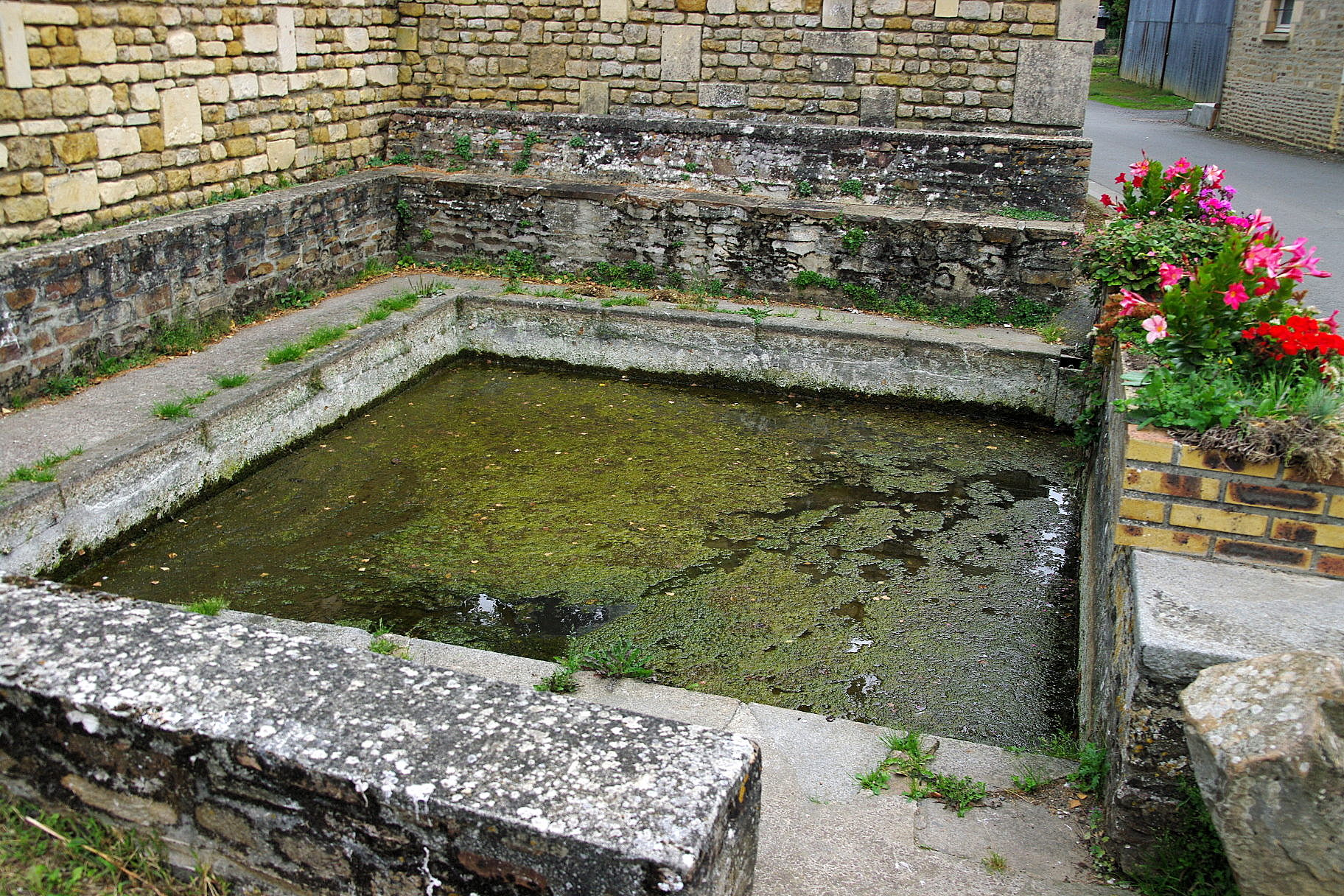
Le lavoir.
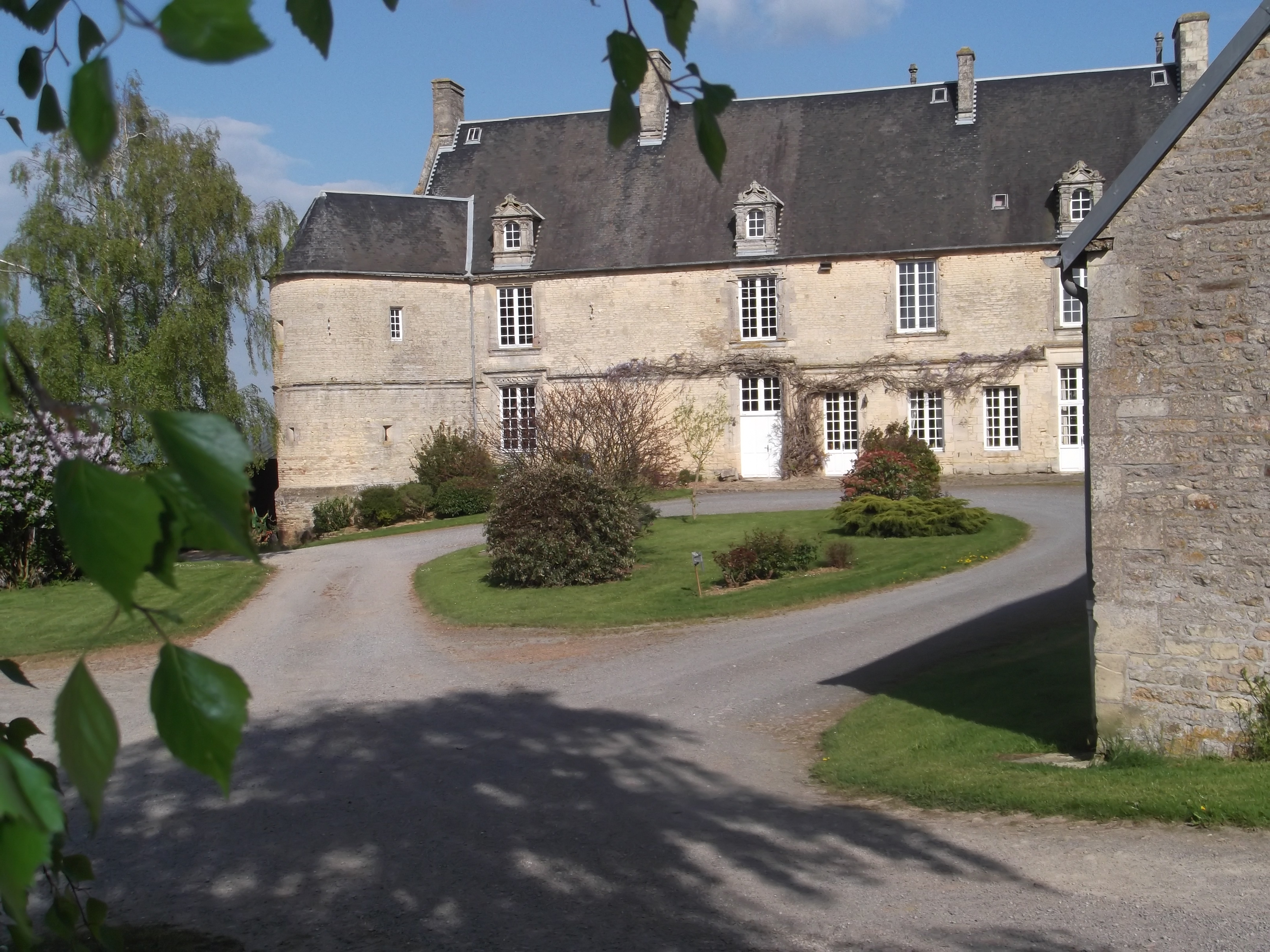
Le manoir de Fierville.
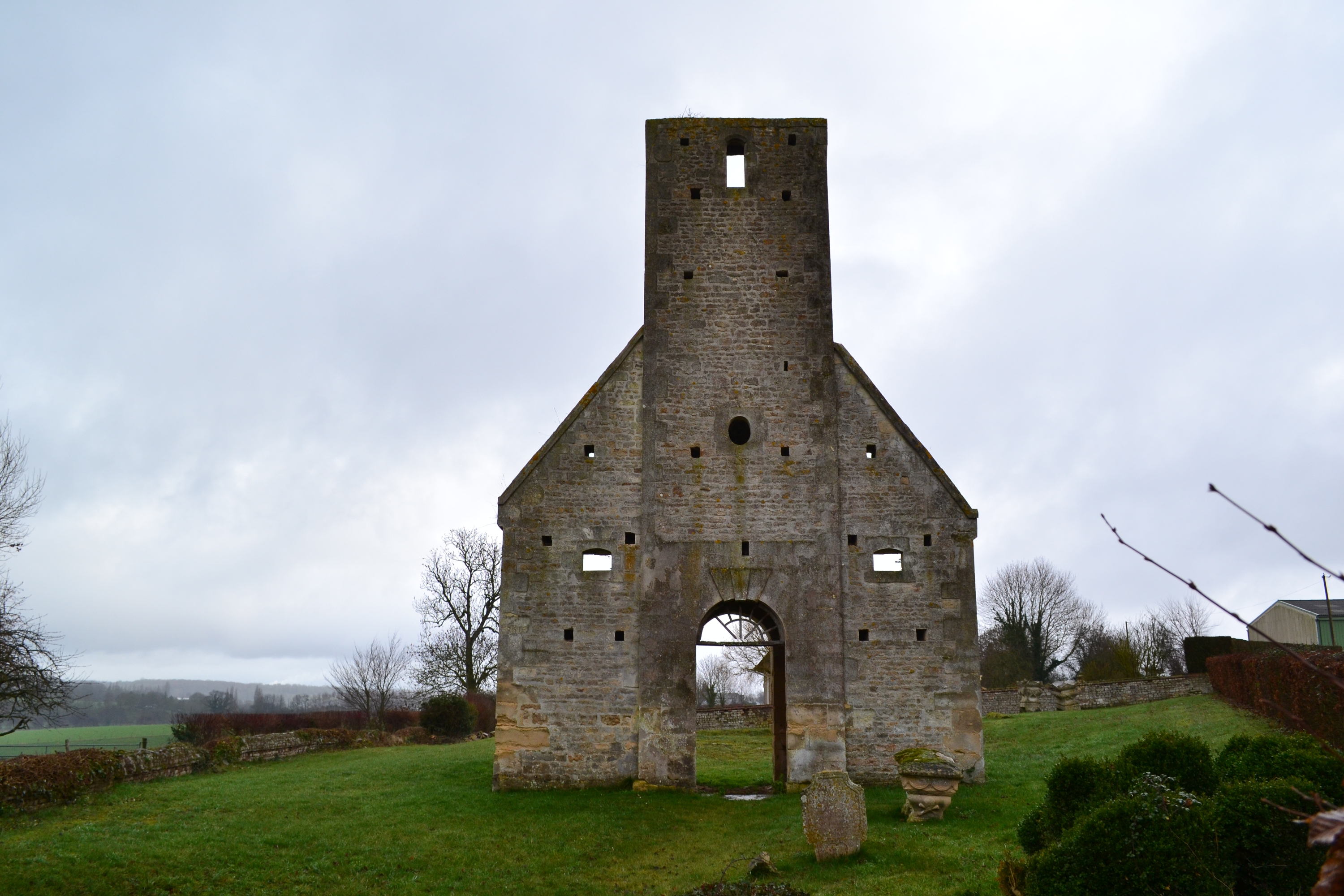
Les ruines de l'église de Fierville.